# Hôtel du Parc (Vichy)

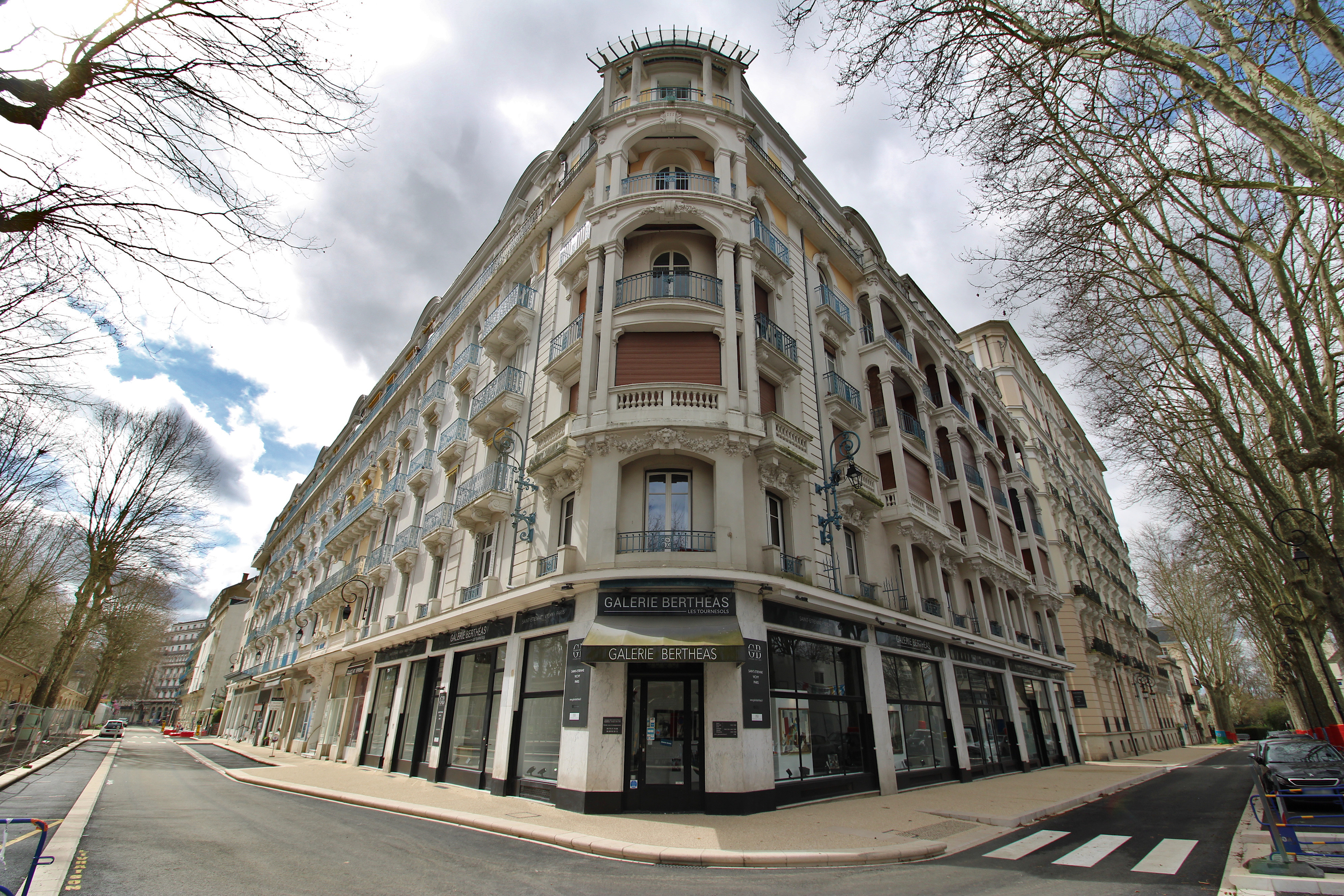
L'hôtel du Parc avec, au 3e étage, à l'angle, l'appartement qu'occupait le maréchal Pétain.

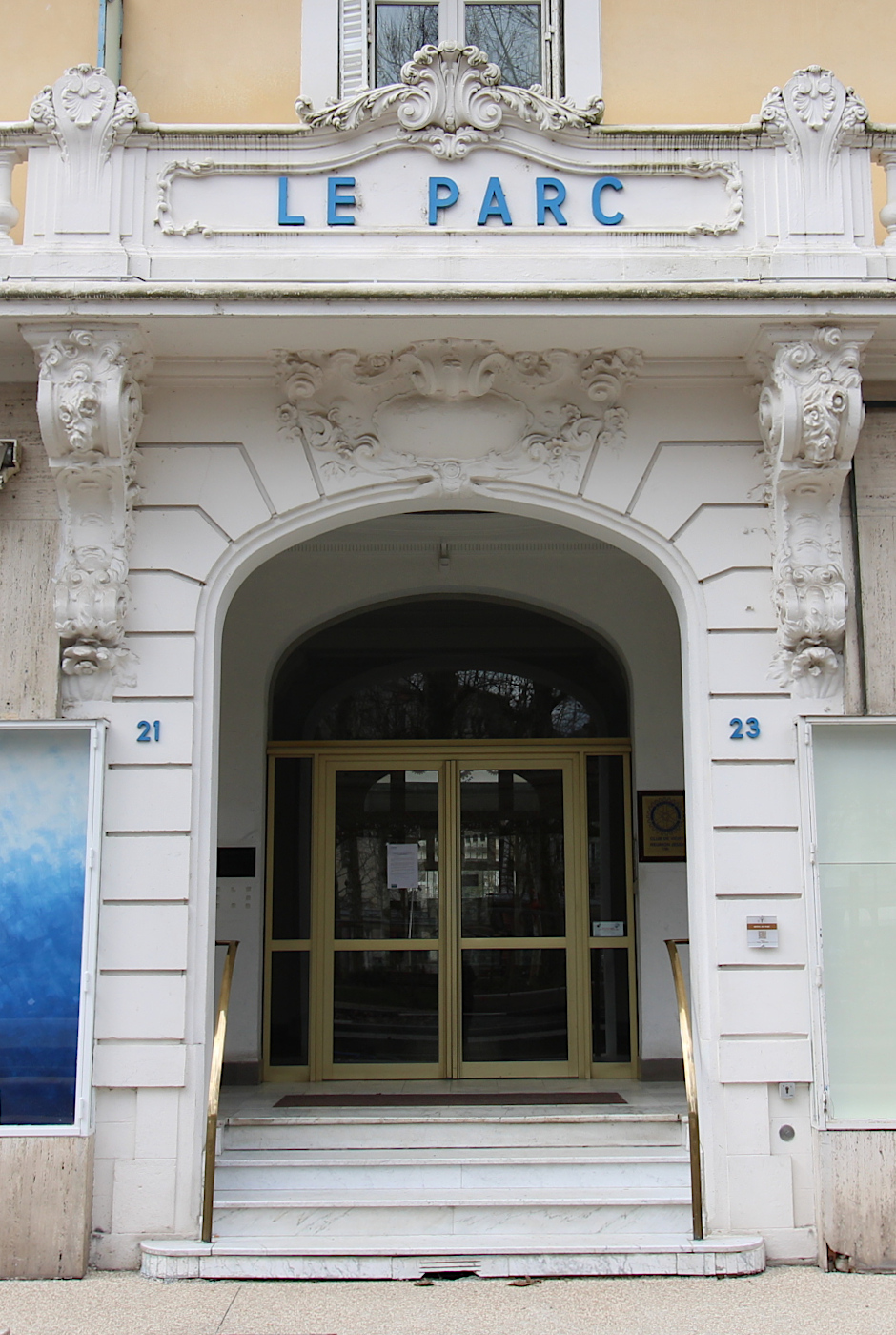
Entrée principale du bâtiment, au, rue du Parc, à Vichy.

Pour les articles homonymes, voir Hôtel du Parc.
L'hôtel du Parc est un ancien grand hôtel de Vichy, où se trouvaient les bureaux d'une partie du gouvernement et les appartements et les bureaux du maréchal Pétain durant la période du régime de Vichy, pendant la Seconde Guerre mondiale. 
Donnant sur le parc des Sources et la galerie Napoléon, dans le quartier thermal de la ville, c'est aujourd'hui une résidence privée.

## Construction et palace
Sous le Second Empire, Vichy devient une station thermale huppée. Au cours de la seconde moitié du XIXe siècle, de nombreux hôtels sont construits, dont certains rivalisent avec les grands hôtels parisiens et de la côte d'Azur. 
Un avocat parisien, Joseph Bousquet, qui s'était retiré à Vichy, fait construire à l'angle de la rue du Parc et de la rue Petit, devant le parc des Sources, un hôtel baptisé « hôtel du Parc ». Il est haut de trois étages, dont le dernier mansardé. À sa mort, en 1877, son fils Emmanuel en hérite. L'année suivante, il meurt à son tour ; les héritiers revendent l'hôtel à Mme Larbaud Saint-Yorre, mère du poète Valery Larbaud. La famille Germot continua d'en assurer la gérance. L'allure de l'hôtel n'avait pas changé depuis sa construction si ce n'est l'installation de l'électricité dans toutes les chambres. 
En 1901, Mme Larbaud fait venir Joseph Aletti, qui dirigeait un palace à Royat. Celui-ci fit entreprendre dès 1905 d'importants travaux pour mettre l'hôtel au niveau des palaces de la côte d'Azur. Une refonte intérieure et extérieure de l'hôtel est menée par l'architecte Antoine Percilly. L'hôtel se voit rajouter deux étages et une tourelle surmontée d'un important dôme est construite à l'angle, lui donnant l'allure des grands bâtiments haussmanniens ou de certains grands hôtels de la côte d'Azur. Un hôtel mitoyen, l'hôtel Victoria, devient une annexe. L'intérieur est aussi profondément modifié, avec l'installation de salles de bains, du chauffage central, la restructuration des pièces de réception avec une nouvelle décoration. Les travaux sont achevés en 1907. Un immense pavillon aux couleurs de l'hôtel flotte alors en haut du dôme et le nom de l'hôtel s'écrivit en lettres lumineuses sur le toit côté parc.
En 1925, de nouveaux travaux sont entrepris, avec la création de loggias sur les ouvertures de la tourelle et sur la façade nord donnant sur la rue Petit. Des magasins sont créés en rez-de-chaussée, où s'installe Vuitton, Van Cleef & Arpels et Barclay, une boutique d'habillement,. L'année suivante, le grill Chanteclerc (à l'actuel emplacement de l'office de tourisme) est créé dans un style néo-rustique. Il connaît immédiatement le succès, devenant un lieu de rendez-vous de la société vichyssoise.

## Régime de Vichy
Après la signature de l'armistice, le régime de Vichy s'installe à Vichy qui est choisie pour sa grande capacité hôtelière et son central téléphonique. Elle ne se trouve aussi qu'à cinq heures de train de Paris. 
Philippe Pétain installe ses bureaux et ses appartements au 3e étage de l'hôtel. Il occupe les chambres 124 et 125 (son épouse loge dans l'hôtel mitoyen Le Majestic, les deux hôtels étant reliés). Son secrétaire et médecin personnel Bernard Ménétrel occupe la chambre 126. Pétain réside à l'hôtel du Parc de juillet 1940 à août 1944 et son départ « contre son gré » à Sigmaringen. Il y habite principalement en hiver, préférant l'été le pavillon Sévigné, à 800 mètres de là.  
En 1942, Pierre Laval et son cabinet s'installent au 2e étage. C'est dans l'hôtel que Laval enregistre son célèbre message radiophonique diffusé le 22 juin 1942 : « Je souhaite la victoire de l’Allemagne parce que, sans elle, le bolchévisme s’installerait partout. »
L'hôtel abrite d'autres services gouvernementaux. Le commandement en chef des forces militaires, le secrétariat aux Affaires étrangères (au 1er étage) et le secrétariat à l'Information (avec le service central photographique et le bureau national de presse) y sont également installés (le secrétariat à l'Information s'installera ensuite au 13 de la rue, à l'hôtel de la Paix). Parmi les différents personnalités du régime y ayant résidé ou travaillé, on peut citer : le chef de cabinet de Laval Jean Jardin, le secrétaire général du gouvernement Jacques Guérard, l'écrivain et diplomate Paul Morand, le ministre d'État Lucien Romier, le directeur du commerce extérieur Louis-Pierre Coqueline, le secrétaire d'État Jacques Benoist-Méchin, l'amiral Charles Platon, le délégué général du gouvernement dans les territoires occupés Fernand de Brinon, le secrétaire général à l’Information et à la Propagande Paul Marion ou encore le chef d'État-Major de la Défense nationale, l'amiral Célestin Bourragué. 
Après la chute du régime, l'hôtel sert d'« hôpital complémentaire » entre 1944 et 1945.

## Après guerre
L'hôtel ne rouvre pas et en 1956 la Société des grands hôtels de Vichy le met en vente par lot. Il devient ainsi une résidence privée sous le nom de résidence Le Parc, que se partagent 101 copropriétaires.
Dans les années 1960, le dôme est détruit, ce qui modifie la silhouette du bâtiment.

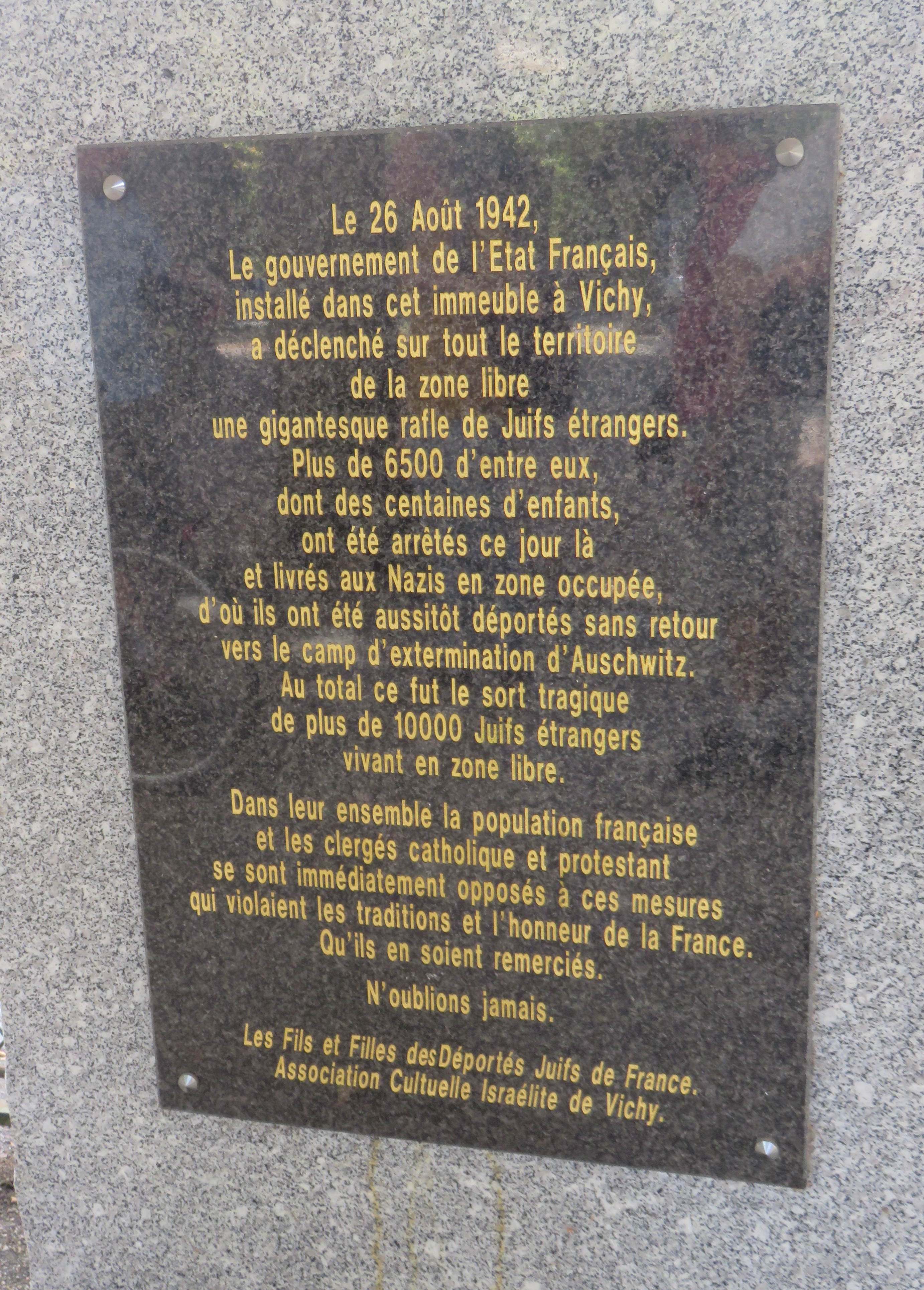
Plaque sous la galerie couverte du parc des Sources, en face de l'hôtel du Parc.

L'appartement où résidait Pétain est la propriété de l'Association pour défendre la mémoire du maréchal Pétain. Il n'est pas ouvert au public et seuls des membres de l'association peuvent le visiter. L'appartement a fait l'objet d'une rénovation en 2011. Le bureau où travaillait le maréchal a été remeublé à l'identique après l'acquisition par l'association du mobilier d'origine lors d'une vente aux enchères à Saint-Dié-des-Vosges en 2009,.
En 1992, pour le cinquantième anniversaire de la rafle du Vel’ d'Hiv, l'association Fils et filles de déportés juifs de France se déplace à Vichy pour une cérémonie silencieuse en face de l'hôtel. Serge Klarsfeld, sans autorisation, appose une plaque commémorative sur sa façade pour rappeler qu'y fut décidée la déportation des Juifs de France. Les copropriétaires la font retirer et la mettent à l'intérieur de l'immeuble pour que celui-ci ne « soit pas dévalorisé ». En 2000, la mairie de Vichy décide de réinstaller la plaque sur la voie publique, en face de l'hôtel mais, victime de la guerre des mémoires, cette plaque est vandalisée avant d'être réinstallée. 
Le nom de l'hôtel est repris dans un film de fiction documentaire français sur cette période réalisé en 1992, Hôtel du Parc par Pierre Beuchot.